# Венецуела на Светском првенству у атлетици на отвореном 2022.
Венецуела је учествовала на 18. Светском првенству у атлетици на отвореном 2022. одржаном у Јуџину  од 15. до 25. јула шеснаести пут. Није учествовала 1993 и 2005. године. Репрезентацију Венецуеле представљале су 4 атлетичарке које су се такмичиле у 3 дисциплине.,
На овом првенству Венецуела је по броју освојених медаља делила 22. место са 1 освојеном медаљом (злато). У табели успешности према броју и пласману такмичара који су учествовали у финалним такмичењима (првих 8 такмичара) Венецуела је са 1 учесником у финалу делила 43. место са 8 бодова.
| Плас. | Земља     | 1. место | 2. место | 3. место | 4. место | 5. место | 6. место | 7. место | 8. место | Бр. фин. | Бод. |
| ----- | --------- | -------- | -------- | -------- | -------- | -------- | -------- | -------- | -------- | -------- | ---- |
| =43.  | Венецуела | 1        | 0        | 0        | 0        | 0        | 0        | 0        | 0        | 1        | 8    |

## Учесници
Жене:
- Joselyn Daniely Brea — 5.000 м
- Едимар Бреа — 5.000 м
- Јовини Мота — 100 м препоне
- Јулимар Рохас — Троскок

## Освајачи медаља (1)

### злато (1)
- Јулимар Рохас — Троскок

## Резултати

### Жене
| Атлетичарка          | Дисциплина    | Лични рекорд | Квалификације | Квалификације | Полуфинале            | Полуфинале            | Финале                | Финале       | Детаљи |
| Атлетичарка          | Дисциплина    | Лични рекорд | Резултат      | Место         | Резултат              | Место                 | Резултат              | Место        | Детаљи |
| -------------------- | ------------- | ------------ | ------------- | ------------- | --------------------- | --------------------- | --------------------- | ------------ | ------ |
| Joselyn Daniely Brea | 5.000 м       | 15:21,41 НР  | 15:46,75 ЛРС  | 16. у гр. 2   |                       |                       | Нису се квалификовале | 29 / 35 (37) |        |
| Едимар Бреа          | 5.000 м       | 15:47,16     | 16:41,32      | 13. у гр. 1   | 34 / 35 (37)          |                       | Нису се квалификовале |              |        |
| Јовини Мота          | 100 м препоне | 12,87 НР     | 13,12 (.114)  | 6. у гр. 6    | Није се квалификовала | Није се квалификовала | Није се квалификовала | 24 / 38 (42) |        |
| Јулимар Рохас        | Троскок       | 15,74 НР     | 14,72 КВ      | 1. у гр. Б    |                       |                       | 15,47 СРС             |              |        |